# 吕多维克-奥斯卡·弗罗萨尔
吕多维克-奥斯卡·弗罗萨尔（法語：Ludovic-Oscar Frossard；1889年3月5日—1946年2月11日），也被称为L·O·弗罗萨尔或奥斯卡·弗罗萨尔，是法国的一个社会主义政治家。
他出生于贝尔福地区省富斯马涅。他的父亲是一名马鞍匠。完成学业后，他成为了一名学校老师，兼任记者。1905年，他参与创建工人国际法国支部，并在1918年—1920年担任该党的总书记。1920年，他参与创建法国共产党，并在1920年—1922年担任该党的首任总书记。
1923年1月1日，弗罗萨尔因政治分歧辞去职务并退出共产党。他曾短暂尝试建立一个独立的共产主义政治组织，随后回归工人国际法国支部，并在1928年、1932年和1936年作为该党候选人当选众议院议员。1926年，他加入共济会组织法兰西大东方社。
1935年—1940年，弗罗萨尔在皮埃尔·赖伐尔、阿尔贝·萨罗、卡米耶·肖当、莱昂·布鲁姆、爱德华·达拉第、保罗·雷诺和菲利普·贝当的政府中担任一系列部长职务。在法国与纳粹德国签署停战协定后，弗罗萨尔拒绝加入贝当领导的维希法国政府，但继续以新闻工作者身份工作。由于这一立场，在贝当政权垮台后，他因被指控通敌而受到调查和审判，最终被宣告无罪释放。